# Asag
Asag (en sumeri:𒀉𒉺 a₂-sag₃) va ser, segons la mitologia sumèria, un dimoni monstruós que només amb la seva presència feia bullir els peixos dins dels rius.
Es coneix per un poema anomenat Lugal-e o també Les exploracions de Ninurta, on el déu Ninurta lluita amb ell perquè incitava a la rebel·lió contra els déus. Asag havia nascut del déu del cel, An i de la deessa Ki, divinitat que representava la terra, i vivia a les muntanyes de Kur. Al seu pas s'estenien les malalties i s'assecaven els pous. Anava acompanyat a la batalla per un exèrcit de guerrers que eren dimonis de pedra, nascuts de la seva unió amb les muntanyes.
Ninurta, que també s'anomena Ningirsu, amb la seva maça màgica i parlant anomenada Xarur, que significa «destructor de milers», la seva arma i símbol, i ajudat per les tempestes provocades pels vuit vents, després de seguir el consell del seu pare Enlil aconsegueix matar-lo. Asag i els dimonis de pedra van ser convertits en un enorme munt de roques que facilitaven el curs de les aigües i fecundaven la terra que va produir molt de blat.